# Suerte de recibir

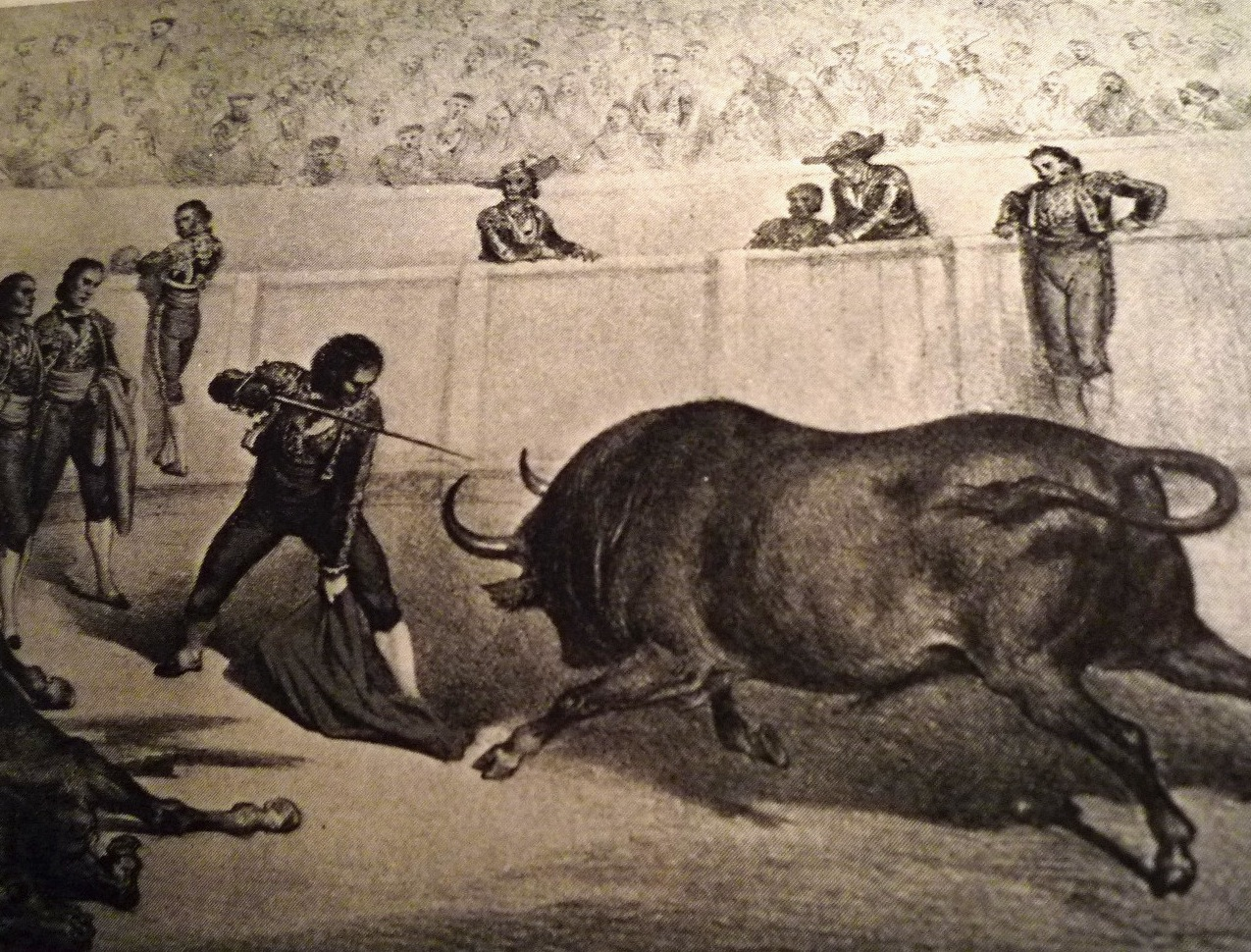
Suerte de recibir

En tauromaquia, se llama suerte de recibir o suerte de matar los toros recibiendo a una manera determinada de estoquear a los toros. 
Para ejecutarla, el torero cita al toro con los pies juntos, inmóvil, con la espada en una mano y la muleta en la otra. En esa posición aguarda al toro, en el último momento esquiva la embestida del animal mediante un quiebro y coloca la espada de tal forma que el cornúpeta se la clava merced al impulso de su propia acometida.
Es la forma más antigua de entrar a matar, si bien en la actualidad apenas se ejecuta, pues los toros llegan por lo general aplomados y faltos de movilidad a la última fase de la lidia, lo que imposibilita la suerte. Por ello, la mayor parte de los toreros estoquean al toro mediante la técnica conocida como volapié. Hasta mediados del siglo XVIII siempre se entraba a matar empleando la suerte de recibir; el volapíe fue inventado por Joaquín Rodríguez Costillares (1743-1800) para matar a aquellos toros que llegaban faltos de fuerza al final de la lidia.